# Gudkowo (Kaliningrad)
Gudkowo (russisch Гудково, deutsch Gudgallen, 1938 bis 1946 Großfelde, auch: Jonienen, 1938 bis 1946 Tilsenau, litauisch Gudgaliai, auch: Jonynai) ist ein Ort in der russischen Oblast Kaliningrad. Er besteht aus zwei ehemals eigenständigen Orten und gehört zur kommunalen Selbstverwaltungseinheit Stadtkreis Neman im Rajon Neman.

## Geographische Lage
Gudkowo mit seinen beiden auseinander liegenden Ortsteilen liegt fünf Kilometer südlich der Kreisstadt Neman (Ragnit) östlich der Kommunalstraße 27K-067, die Neman mit Schilino (Szillen) verbindet. Vor 1945 war der heute östliche Ortsteil (Gudgallen/Großfelde) Bahnstation an der jetzt nicht mehr vorhandenen Bahnstrecke Kraupischken (Breitenstein)–Ragnit der Insterburger Kleinbahnen.

## Geschichte

### Gudgallen (Großfelde)
Der heute östliche Ortsteil mit dem einstigen Namen Gudgallen war als Vorwerk angelegt. Im Jahre 1874 kam der Ort mit seinen seinerzeit drei Teilen zum neugebildeten Amtsbezirk Kindschen (ab 1931 „Amtsbezirk Groß Kindschen“, der Ort heißt heute russisch: Iskra), der bis 1945 zum Kreis Ragnit (ab 1922 „Landkreis Tilsit-Ragnit“) im Regierungsbezirk Gumbinnen der preußischen Provinz Ostpreußen gehörte.
Im Jahre 1910 lebten im Gutsbezirk Gudgallen 64, im Dorf Gudgallen 78 und im Gutsbezirk Gudgallen Remontedepot 94 Menschen. Bis 1928 vereinigten sich die drei Ortschaften miteinander zur Landgemeinde Gudgallen, die 1933 zusammen 124 und 1939 noch 98 Einwohner zählte. Am 3. Juni – amtlich bestätigt am 16. Juli – des Jahres 1938 wurde Gudgallen in „Großfelde“ umbenannt und kam 1945 in Kriegsfolge mit dem nördlichen Ostpreußen zur Sowjetunion.

### Jonienen (Tilsenau) / Otwaschnoje
Der westliche Ortsteil mit ehemaligem Namen Jonienen liegt am Flüsschen Tilse (heute russisch: Tylscha), worauf 1938 bei der Umbenennung in „Tilsenau“ Bezug genommen wurde. Wie Gudgallen wurde Jonienen 1874 ein Teil des Amtsbezirks Kindschen (ab 1931: „Amtsbezirk Groß Kindschen“, der Ort heißt heute russisch: Iskra) im Kreis Ragnit (ab 1922 „Landkreis Tilsit-Ragnit“) im Regierungsbezirk Gumbinnen der preußischen Provinz Ostpreußen.
In Jonienen waren 1910 128 Einwohner registriert. Ihre Zahl stieg bis 1933 auf 254 und belief sich 1939 auf 200. Unter dem seit 1938 geltenden Ortsnamen „Tilsenau“ kam das Dorf dann 1945 wie alle nordostpreußische Orte zur Sowjetunion. Im Jahr 1950 wurde der Ort in Otwaschnoje umbenannt und gleichzeitig in den Dorfsowjet Petrowski im Rajon Sowetsk eingeordnet.

### Gudkowo
Im Jahr 1950 wurde Gudgallen in Gudkowo umbenannt und gleichzeitig in den Dorfsowjet Petrowski selski Sowet im Rajon Sowetsk eingeordnet. Von 1959 bis 1968 war der Ort Sitz eines eigenen Dorfsowjets. Vor 1976 gelangte der Ort in den Rakitinski selski Sowet und wurde der Ort Otwaschnoje an Gudkowo angeschlossen. Von 2008 bis 2016 gehörte der Ort zur städtischen Gemeinde Nemanskoje gorodskoje posselenije und seither zum Stadtkreis Neman.

## Kirche
Die Bevölkerung der beiden Dörfer Gudgallen und Jonienen (resp. Großfelde und Tilsenau) war vor 1945 überwiegend evangelischer Konfession. Damit waren sie in das Kirchspiel Ragnit eingepfarrt, das zur Diözese Ragnit im Kirchenkreis Tilsit-Ragnit in der Kirchenprovinz Ostpreußen der Kirche der Altpreußischen Union gehörte. Heute liegt Gudkowo im weitflächigen Einzugsgebiet der neu entstandenen evangelisch-lutherischen Gemeinde in Sabrodino (Lesgewangminnen, 1938 bis 1946 Lesgewangen) innerhalb der Propstei Kaliningrad der Evangelisch-lutherischen Kirche Europäisches Russland.